# 李宅敦
李 宅敦（イ・テクトン、朝鮮語: 이택돈、1935年1月27日 - 2012年5月7日）は、大韓民国の法曹、政治家、弁護士。 第8・9・10・12代大韓民国国会議員。
本貫は全州李氏、号は春江（チュンガン、춘강）。京畿道始興郡寿岩面（現安山市）に生まれた。カトリック教徒。元大法院長の金炳魯は妻の祖父、元憲法裁判所長の尹永哲は妻の姉の夫、元国会議員の金汶枰は妻のおばの夫、政治家の金鍾仁は妻の従兄弟である。

## 学歴・経歴
- ソウル大学校法科大学学士[1]
- 第8回高等考試、司法科合格
- ソウル地方法院、ソウル高等法院判事
- 最高裁判所裁判研究官（大法院に置かれており、調査などを行う役職）
- 新民党報道官、事務総長などを務めたが、1980年に金大中内乱陰謀事件に巻き込まれて投獄された[5]。